# Fermion
|          | Generația 1       | Generația 1 | Generația 2    | Generația 2 | Generația 3   | Generația 3 |
| -------- | ----------------- | ----------- | -------------- | ----------- | ------------- | ----------- |
| Quarcuri | Up                | u           | Charm          | c           | Top           | t           |
| Quarcuri | Down              | d           | Strange        | s           | Bottom        | b           |
| Leptoni  | Electron Neutrino | ve          | Miuon Neutrino | ν μ         | Taon Neutrino | vT          |
| Leptoni  | Electron          | e-          | Miuon          | μ-          | Taon          | T-          |

Fermionii sunt o clasă de particulele elementare ce au spinul semiîntreg, și care au fost denumite după fizicianul italian Enrico Fermi, considerat părintele fizicii nucleare. Conform principiului excluziunii al lui Pauli nu pot exista doi fermion în aceeași stare cuantică.Cele mai cunoscute particule din clasa fermionilor sunt electronii.